# In nome del Papa Re
In nome del Papa Re è un film italiano del 1977 diretto da Luigi Magni.
È il secondo della trilogia iniziata con Nell'anno del Signore (1969) e proseguita con In nome del popolo sovrano (1990); film nei quali ricorre il tema del rapporto tra il popolo e l'aristocrazia romana con il potere pontificio, tra gli sconvolgimenti accaduti nel periodo risorgimentale.
Il film, liberamente ispirato a I misteri del processo Monti e Tognetti (di Gaetano Sanvittore, Milano, 1869), rappresenta una rilettura romanzata dell'ultima condanna a morte decretata dall'autorità papale, il 22 ottobre 1867: Magni venne accusato di anticlericalismo ma il regista rispose di essere semplicemente contrario al potere temporale dei pontefici e ai processi fatti senza ragioni.
A questo film si è ispirata la miniserie televisiva L'ultimo papa re, andata in onda su Rai 1 l'8 e 9 aprile 2013.

## Trama
Nell'ottobre del 1867, la Roma papalina guidata da Pio IX viene sconvolta da un attentato dinamitardo nelle fogne della caserma Serristori, dove perdono la vita venticinque zuavi pontifici francesi. La contessa Flaminia, madre segreta del rivoluzionario Cesare Costa, accusato insieme agli amici Giuseppe Monti e Gaetano Tognetti di aver compiuto tale strage, si rivolge a un giudice della Sacra Consulta, monsignor Colombo da Priverno, giudice del tribunale pontificio, affinché la aiuti.
Per vincere la resistenza del monsignore gli rivela che è il padre dell'arrestato, nato da una fugace relazione nel 1849. Il prelato riuscirà a liberarlo e nasconderlo in casa sua insieme alla fidanzata, ma non a intervenire in favore degli altri due arrestati, che verranno condannati a morte dal tribunale ecclesiastico, nonostante l'arringa di monsignor Colombo, il quale sarà redarguito dal padre generale dei gesuiti.
Il giovane verrà però ucciso in un'imboscata tesa dal marito della contessa ritenendolo l'amante della moglie. Infine, Colombo vorrebbe scrivere una lettera piena di amarezza e risentimento al Papa, senza riuscirci, perché il suo perpetuo piange per il dispiacere, e rompe con il generale della Compagnia di Gesù, a cui durante la Messa non concede la santa comunione.

## Stile
Il film descrive con accenti grotteschi la decrepitezza del potere temporale e delle sue leggi nella Roma papalina dove, dopo la citata arringa di monsignor Colombo, uno degli anziani vescovi viene risvegliato dal sonno per il tempo necessario a votare la condanna a morte dei due patrioti. Tale potere cadrà tre anni dopo con la breccia di porta Pia.

## Curiosità
- Nella scena iniziale, Colombo detta al proprio domestico una lettera indirizzata a Pio IX in cui il protagonista deplora, tra l'altro, l'eccidio del lanificio Ajani e la morte di Giuditta Tavani Arquati e, poco dopo, si ode l'esplosione della caserma Serristori. Anche i tre rivoluzionari, nella scena in cui si ritrovano a casa di uno di loro appena dopo l'attentato, affermano di avere con esso vendicato la morte della donna. Questo crea un anacronismo, perché l'attentato alla caserma si verificò il 22 ottobre 1867, mentre i fatti del lanificio Ajani risalgono al 25 ottobre[4], tre giorni dopo.
- Un altro problema di cronologia è legato all'età di Cesare Costa, il quale sarebbe stato concepito durante la Repubblica romana, e dunque nel 1849. Il film è ambientato nel 1867, ma egli dice di avere vent'anni, quando in realtà dovrebbe averne 18.
- Nella pellicola viene detto che gli zuavi pontifici erano "pagati bene", mentre in realtà i volontari ricevevano 50 centesimi al giorno,  un vitto abbastanza scarso (minestra, pane e caffè) e dovevano pagarsi le spese della divisa; inoltre molti zuavi non ritirarono mai una sola paga[5].
- In una delle ultime scene, monsignor Colombo incontra una colonna di soldati pontifici che scorta i garibaldini fatti prigionieri nella battaglia di Mentana, vinta dalle truppe papaline. Un soldato francese a cavallo si rivolge al protagonista dicendogli nella propria lingua che i fucili Chassepot hanno fatto meraviglie, con un corretto riferimento al fucile ad ago francese che fu impiegato per la prima volta proprio a Mentana[6].
- In generale, il film stravolge completamente la reale successione dei fatti. Infatti nella realtà Monti e Tognetti furono giudicati e giustiziati dopo più di un anno dall'attentato, il 24 novembre 1868, mentre nel film il processo e l'esecuzione si svolgono subito nei giorni successivi, addirittura prima della sconfitta a Mentana di Garibaldi avvenuta nel novembre del 1867.

## Riconoscimenti
- 1978 – David di Donatello
  - Miglior film a Luigi Magni
  - Miglior produttore a Franco Committeri
  - Migliore attore protagonista a Nino Manfredi

- 1978 – Nastro d'argento
  - Migliore attore protagonista a Nino Manfredi
  - Migliore attore non protagonista a Carlo Bagno
  - Migliore scenografia a Lucia Mirisola